# Parroquia San Isidro Labrador (Puriscal)
La Parroquia San Isidro Labrador, Barbacoas de Puriscal es una porción de la iglesia católica arquidiocesana, erigida el 27 de abril de 1920 por orden del monseñor Juan Gaspar Stork en el cantón de Puriscal (San José, Costa Rica). Don Rubén García Jara (1894-1975), oriundo del centro de Heredia, fue el primer párroco de la iglesia. En ese entonces la parroquia limitaba al norte con el Río Picagres, al este con Quebrada “La Botella” cerca de Santiago y al oeste y sur con el distrito de San Pablo de Turrubares en el Río Chucas.
Fue restaurada en el año 2001, el inmueble es de carácter privado, ya que le pertenece a las Temporalidades de la Iglesia Católica; y fue declarada interés arquitectónico el 18 de abril de 1990, por el Ministerio de Cultura, Juventud y Deportes (MCJD) y Patrimonio Histórico Arquitectónico de Costa Rica según Decreto Ejecutivo Nº 28244-C, publicado en La Gaceta Nº 232 del 30 de noviembre de 1999. El movimiento sísmico que sacudió la zona entre 1990 y 1991, más los problemas de deslizamiento de tierras originados por el huracán Mitch, provocaron daños severos en la estructura de madera, que además se ha visto afectada por la humedad y las plagas. 

## Historia
Ya a comienzos del siglo XIX la localidad de Barbacoas fue habitada y colonizada por personas provenientes del Valle Central. Para finales de siglo,  Barbacoas era un pueblo consolidado y con un crecimiento poblacional constante., incluso se quería hacer un templo para la zona, donde la devoción era a san Isidro Labrador. 
La creación de esta parroquia se debe a razones pastorales presentes en la realidad de la zona, donde ya se dificultaba una atención oportuna , ya que el cura de Santiago de Puriscal, se le dificultaba mucho la labor pastoral, pues esta parroquia incluía muchos sectores, y por tanto, el recargo era importante. A lo anterior se sumó también las dificultades de salud del párroco. Es así como se decidió, por parte del obispo Stork, crear la parroquia, que ya lleva 100 años de historia. 
Por otro lado, el inmueble ha sido visitado por numerosas personas de distintos lugares, atraídos por su belleza arquitectónica
El expresidente Rodrigo Carazo Odio dijo: 

“Debo decir que son más los extranjeros que los costarricenses quienes visitan este lugar, como que es desconocido a pesar de que varias veces ha salido en la prensa y hasta en las postales de algunas librerías. Considero que uno como costarricense a veces no se detiene a valorar lo que representa este tipo de cosas para nuestra historia”.

### Templo antiguo
Antes de la construcción del actual templo, existió una ermita o pequeña iglesia, siendo igualmente San Isidro el patrón del lugar. Era una estructura sencilla hecha de metal y madera, constituida por tres torres. Una imagen de este templo se encuentra en una publicación del periódico Eco Católico, del año 1933. Esta antigua ermita se remonta hacia la década de los noventa del siglo XIX, cuando el obispo Monseñor Thiel visitó la zona de Barbacoas y escribió sobre la construcción de una pequela iglesia en el lugar por parte de los pobladores.
Debido al incremento de los fieles en la parroquia, y sumado a que la estructura de esta ermita no era de mucha calidad y presentaba daños, se decidió hacia finales de la década de los veinte y principios de los treinta, que era necesario la construcción de un nuevo templo con mayor capacidad y una infraestructura más adecuada. 

### Templo actual
La idea de construir una nueva estructura se remonta a finales de la década 20 del siglo XX, pero los trabajos se iniciaron recién en 1931. Para la construcción del actual templo, se inició con una primera fase que constaba de trabajos para allanar el terreno donde estaría el templo, pues en esa zona existía una especie de loma o montaña, por lo que estos trabajos se extendieron de 1931 a 1935. Los trabajos estuvieron a cargo de personas de la localidad, de entre las cuales destacan el maestro de obras Don Atiliano Zúñiga e hijos (Severo, Antonio y Eduardo). El arquitecto de la obra fue Luis Rojas. Don Severo, de 82 años, quien finalizó la obra, aún recuerda aquellos días: "Los planos vinieron de Roma, los trajo el padre Roberto López Varela".
La madera utilizada en la construcción fue donada casi por completo. Maderas preciosas como cedro, pochote y cenízaro fueron la materia prima, traída de diferentes localidades cercanas a Barbacoas. El templo fue concluido en 1949. Las bancas fueron construidas por Severo, lo mismo que el acabado de las columnas, trabajo que realizó ayudándose con un hacha. También, se realizó la construcción de la casa cural, ya que de lo contrario el curato iba a pasar a Desamparaditos. El templo se pensó hacer en lo que hoy es un terreno ubicado al costado este del EBAIS, pero por sus condiciones terrestres y por el fuerte viento del lugar, se determinó levantar la edificación donde estaba el templo antiguo. El costo total de la obra fue de 380,000 colones de la época.

## Filiales
La parroquia posee 12 filiales: 
- Cortezal: Su patronazgo es la Virgen del Carmen. Localidad ubicada a unos 2 kilómetros del centro de Barbacoas. Posee un templo con forma tipo circular o redondeada. El templo fue construido entre 1992 y 1994, impulsado por del padre Juan Carlos Sanabria y fue bendecido por el padre Jaime Cerdas. El maestro de obras fue don Delio Jiménez.[7]

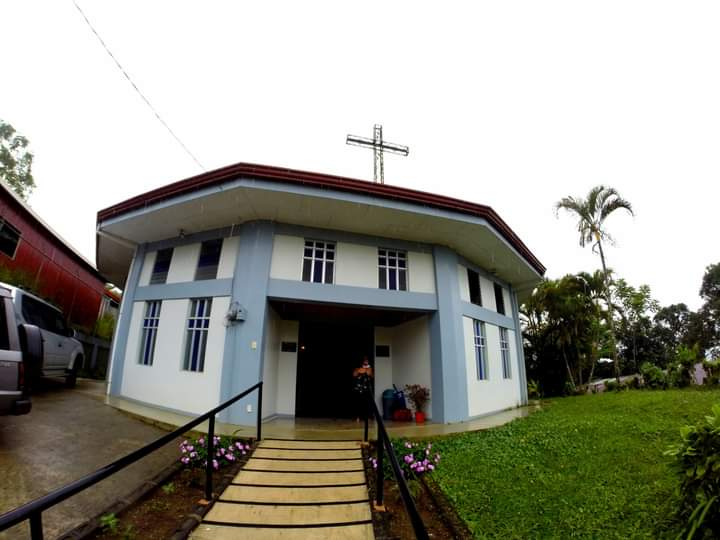
Cortezal 123

- San Juan: Su patronazgo es san Juan Bautista.

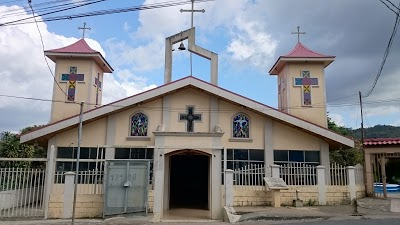
Dde 777

- Piedades: Su patronazgo es Nuestra Señora de la Piedad. Es una filial ubicada a unos 2 kilómetros del centro parroquial.

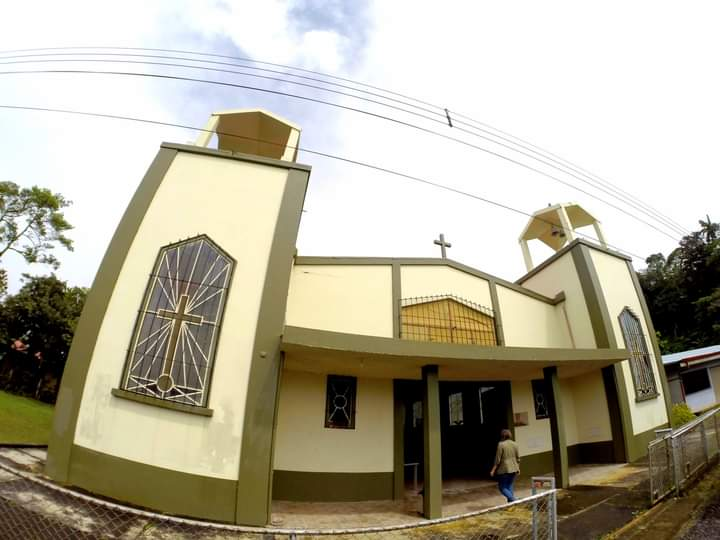
FBIG 667

- Grifo Alto: Su patronazgo es la Inmaculada Concepción.

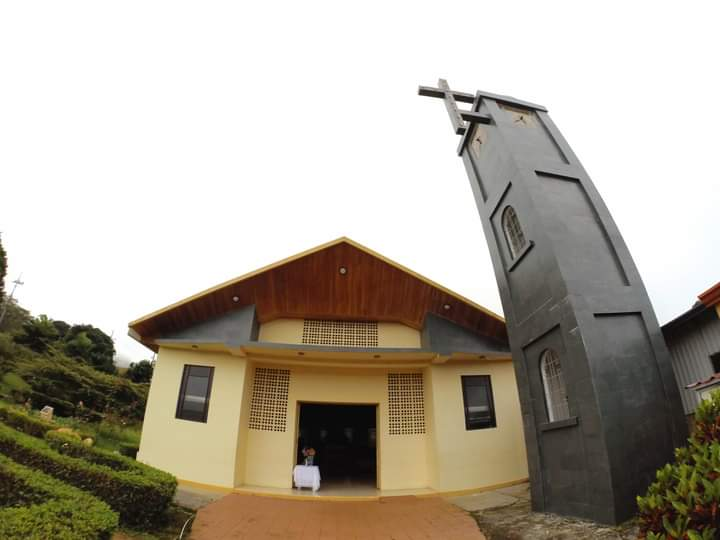
Templo Grifo Alto 999

- Grifo Bajo: Su patronazgo es san Rafael arcángel.

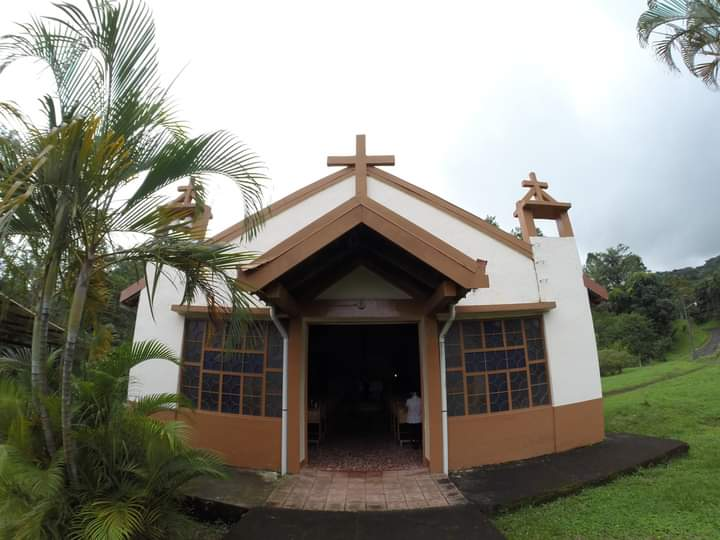
FFF 333

- Salitrillos: Su patronazgo es Nuestra Señora de los Ángeles. Es muy conocida la peregrinación que se realiza hacia esta filial por parte de gran cantidad de feligreses todos los 2 de agosto.

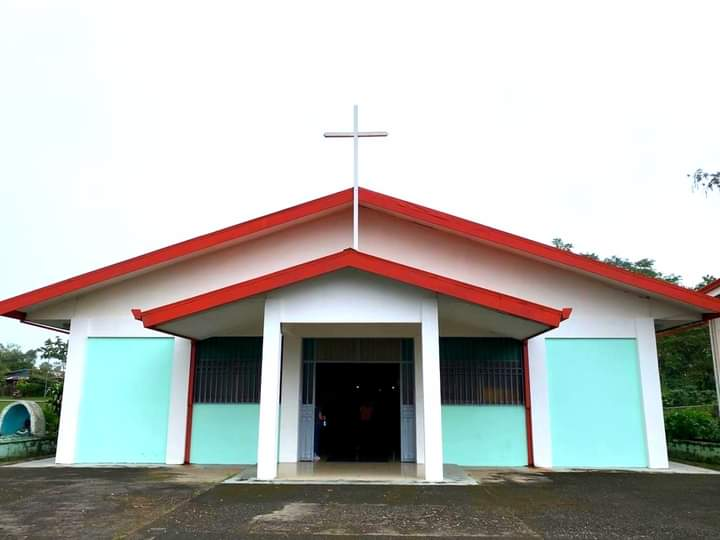
FBF 111

- El Poró: Su patronazgo es Nuestra Señora de Fátima.

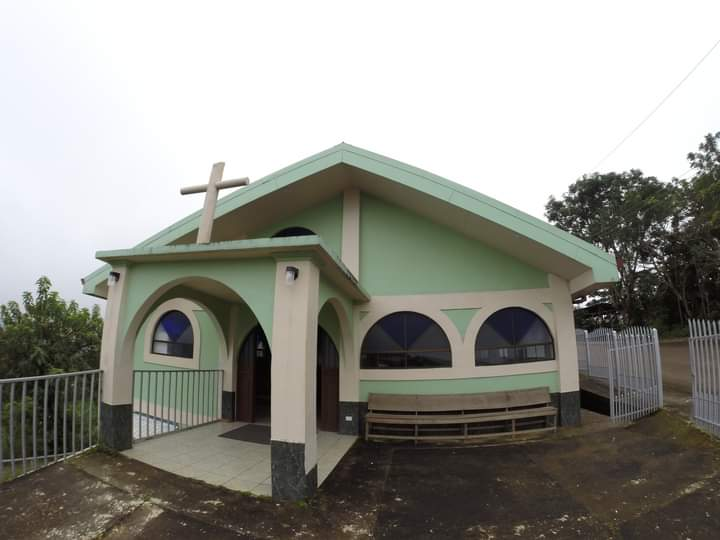
Templo filial El Poró 67

- Llano Grande: Su patronazgo es Nuestra Señora de Lourdes. Ubicado en el cantón de Mora, pertenece a la parroquia de Barbacoas de Puriscal. Posee un templo muy semejante al del centro parroquial, e igualmente, es patrimonio arquitectónico. Fue construido hace aproximadamente 80 años y posee una capacidad para 100 personas, tiene 200 metros cuadrados de construcción.[8]

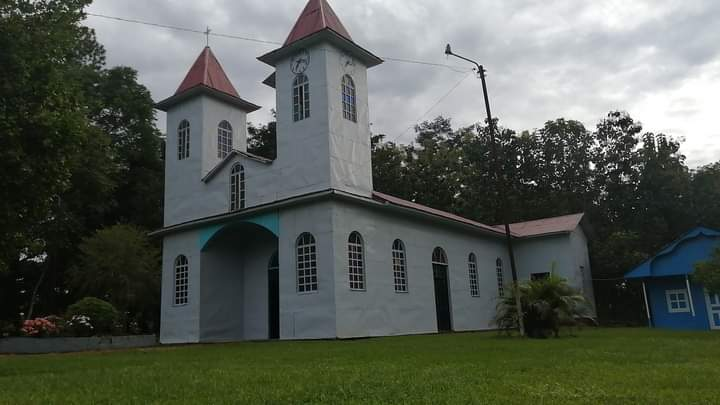
Templo Llano Grande 321.

- Picagres: Su patronazgo es el Dulce Nombre de Jesús. filial ubicada en el cantón de Mora, pero perteneciente a la parroquia de Barbacoas. Posee un templo con rasgos victorianos construido a finales de los años treinta del siglo pasado.

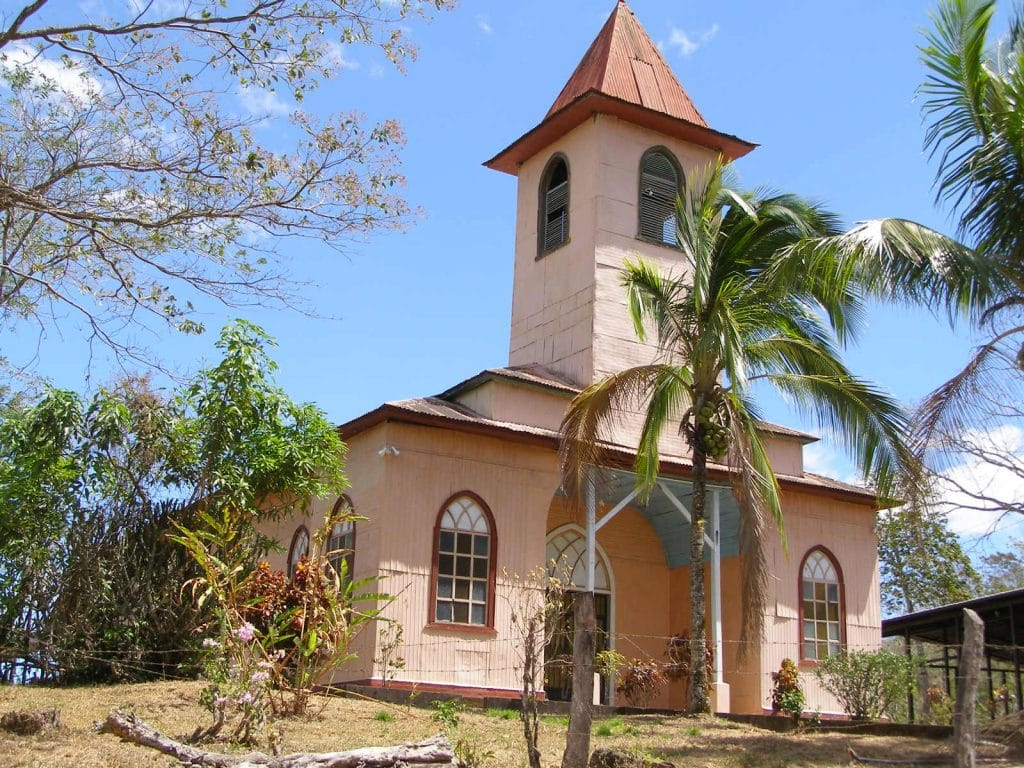
Ermita de Picagres de Mora

- Balsilla: Su patronazgo es san Isidro Labrador. Balsilla es la filial más lejana de la parroquia, su patronazgo es san Isidro Labrador. Se ubica en el cantón de Mora y se dura más o menos una hora en vehículo desde el centro parroquial. Su ermita posee rasgos victorianos.

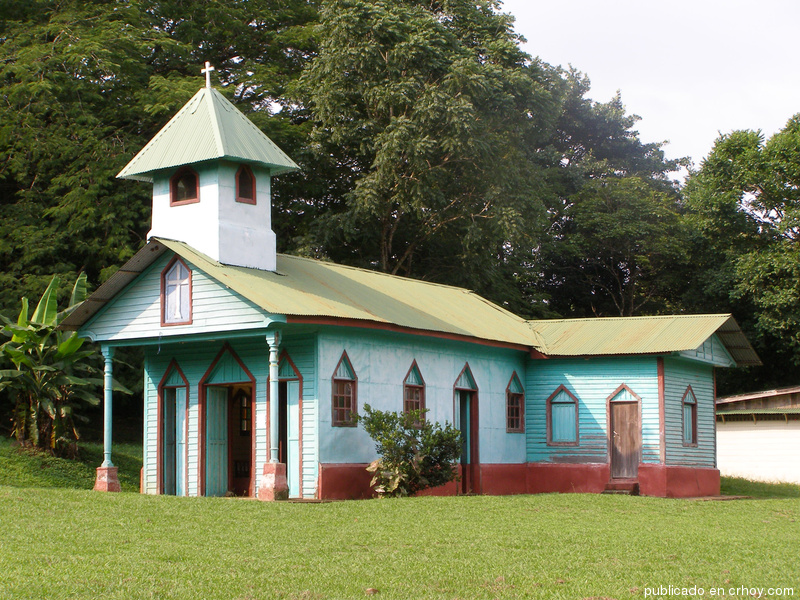
Ermita de rasgos victorianos

- Bajo Campos: Su patronazgo es Nuestra Señora del Carmen. Bajo Campos no es considerada propiamente una filial, sino un sector. Lo anterior debido a que la zona donde se ubica la "capilla" es propiedad privada, así como esta última., de manera que no pertenece a la Iglesia Católica. De esta forma, en el sitio no puede estar el Santísimo Sacramento, y por ende no se le designa como filial.[9]

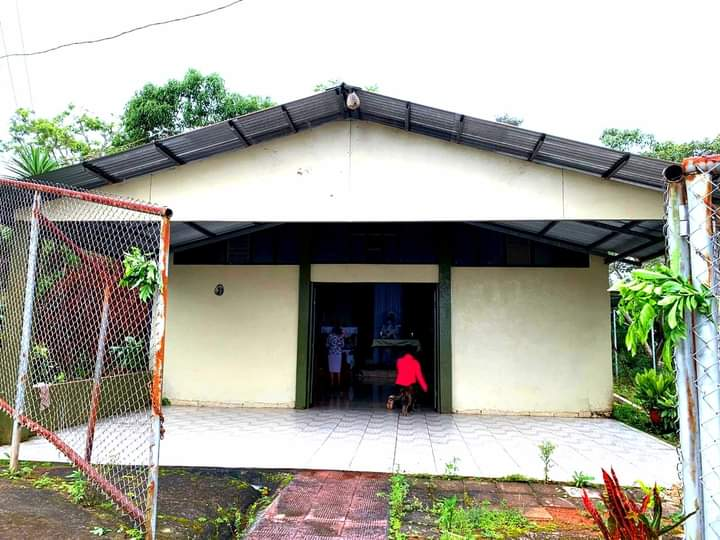
Capilla Bajo Campos 667

- Desamparaditos: Su patronazgo es Nuestra Señora de los Desamparados.

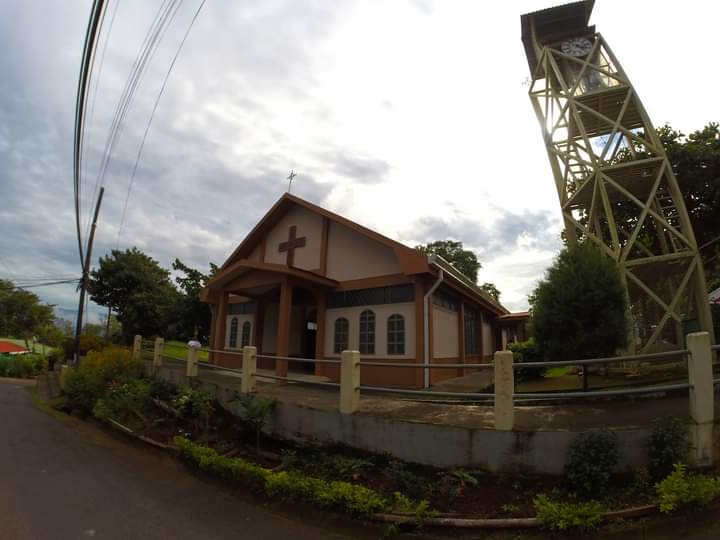
Templo filial Desamparaditos 123.

## Arquitectura del templo
Su estructura está recubierta de madera con láminas metálicas que asemejan tablilla, es más bien su interior el que libera arcos, lineales, columnas y ventanas. Precisamente debe enfatizarse que la iglesia cuenta con una estructura en madera de caoba, el forro exterior es de chapa metálica con moldura de almohadillado simulando piedra y otra madera acanalada; mientras en el interior el forro es de tablilla de madera de cedro machimbrada expuesta y barnizada.
Algunas de las vigas que sostienen el peso de la parte superior del edificio se quebraron y varias de las columnas internas se han desplazado, razón por la cual el techo se baja. El techo, entonces, se ha fracturado en algunos sectores, por esto el agua se filtró y como consecuencia la madera se pudrió. La cúpula del templo es una de las áreas más afectadas; lo mismo que la zona del presbiterio, que ya se ha hundido varios centímetros y ha causado la pérdida completa del altar original.
Hacia el año 2001, se hicieron reparaciones importantes en el templo. Dagoberto Obando, coordinador de la comisión, comentó en ese entonces que ya contaban con todos los permisos y el aval del Centro de Investigación y Conservación del Patrimonio Cultural, pero lo que urgía es la estabilización del terreno antes de iniciar los trabajos de restauración. Los expertos del Centro proponían construir un muro de contención que evite más desplazamientos. 
El sacerdote Jaime Cerdas, párroco de la iglesia en aquellos años, informó que existió otra propuesta: colocar grandes pines que sostengan la estructura desde el costado este hasta el norte y reconstruir las torres y afianzar la cúpula.
Finalizados estos trabajos, se cambiarían las piezas de madera podridas, el zinc dañado, se restaurarán los marcos y ventanas y se emparejará el acabado completo de la edificación.
El valor de estas obras fue calculado en ¢35 millones, de los cuales, la comisión contó con tan solo ¢1.200.000 y un gran lote de madera. El dinero fue recaudado entre los vecinos de la comunidad y el aporte de ¢900.000 que hizo el Depósito La Maravilla de Puriscal.
Este negocio se acogió a la Ley 7266 que autoriza a las instituciones descentralizadas y empresas públicas y privadas a hacer donaciones a la Fundación para la Restauración de la Catedral Metropolitana y otros Templos y Monumentos Católicos y deducirlas del impuesto sobre la renta.

## Fiestas patronales
Las fiestas patronales celebradas en Barbacoas son las más aclamadas y visitadas en Puriscal en cuanto a este tipo de eventos se refiere. Es grande la cantidad de personas que se acerca a disfrutar y colaborar con la parroquia, incluso, vienen personas de otras parroquias y cantones vecinos. Dentro de las actividades o eventos más populares se encuentran: el tradicional tope, el desfiles de bueyes y la subasta ganadera, el juego de pólvora, la tradicional bendición de animales y vehículos, el gran bingo en honor a san Isidro, la serenata en honor al santo, las alegres dianas del 15 de mayo, el festival "Santo Chilo" y por supuesto, la solemne Eucaristía en honor a san Isidro. 
Por otro lado, es preciso rescatar que la parroquia cuenta con una tradición de llevar las famosas mascaradas a los festejos, y son un elemento de atracción y gran disfrute para las personas. 

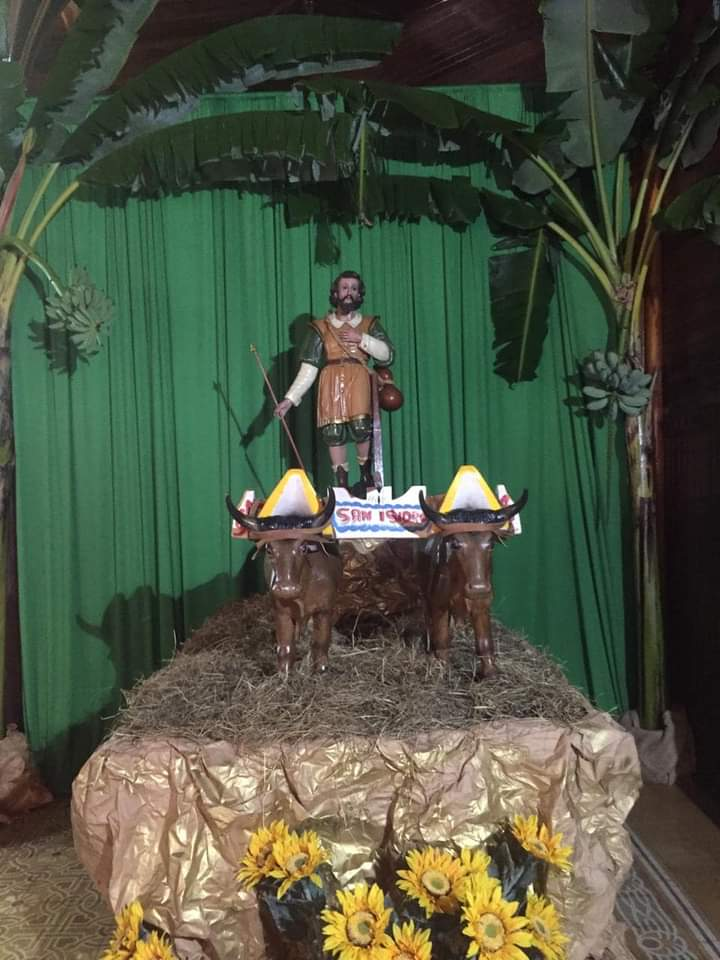

## Realidad pastoral de la parroquia
Además de los grupos más comunes (ministros, lectores, monaguillos, coros, etc.), se encuentran otros como:  
- Campamentos estigma: Grupo que desarrolla actividades bajo la metodología de campamentos con el objetivo de la evangelización de las personas a través del desarrollo de actividades vivenciales. La población con la que mayoritariamente trabaja son adolescentes, no obstante, también han trabajado con otros grupos como niños y personas adultas. Antes de ser designado como «Campamentos Estigma» en 2011, era un equipo de convivencias que reclutaba personas para conformar campamentos de confirma.
- Equipos de Nuestra Señora: Los Equipos de Nuestra Señora son un movimiento de matrimonios, dirigido y coordinado por matrimonios que se organizan en grupos llamados equipos integrados por 4 a 6 parejas acompañadas por un sacerdote consiliario. Los ENS nacen en el París de la 2ª Guerra Mundial y en la posguerra se constituyen en movimiento aprobando la Carta Fundacional en 1948. El Padre Henri Caffarel, cuestionado por algunos jóvenes matrimonios sobre cómo podrían ir más allá en sus promesas bautismales y qué les podría ayudar a vivir la fe en pareja, elabora un método que favorece la comunicación en el matrimonio en profundidad y a la luz de Cristo. Es así como la Espiritualidad Conyugal, se nombra por primera vez en la historia de la Iglesia y se constituye en el carisma fundamental del movimiento. [11]
- Jornadas de vida cristiana: "El movimiento Jornadas de Vida Cristiana (MJVC) es una asociación privada de fieles de la Arquidiócesis de San José que pretende ser un instrumento de formación al servicio de obispos, presbíteros y laicos, para que muchos cristianos puedan tomar conciencia de su vocación y misión en medio del mundo".[12]
- Cenáculos familiares del Rosario

La parroquia se ubica en una región rural. Posee 12 filiales, por lo que la labor pastoral por parte del sacerdote es ardua. El acceso a estas filiales es variable, ya que algunas se ubican cerca del centro, pero hay otras que son un poco más lejanas, y con rutas o caminos no tan óptimos. 
Es una parroquia caracterizada por un amor muy grande a la realidad campesina, reflejado en la inmensa devoción a su santo patrón, san Isidro. 
La densidad de población es muy pequeña en comparación con otros contextos parroquiales de la arquidiócesis.

## Sacerdotes y religiosos oriundos de la parroquia
De esta parroquia, han surgido cuatro sacerdotes en la historia reciente:
- El padre Benigno Barboza, ordenado en 1979. Sirvió como sacerdote en la diócesis de san Isidro de El General. Falleció en el año 2012.
- El padre Ovidio Burgos, ordenado en 1980. . Ha servido en distintas parroquias de la Arquidiócesis y en comisiones como la de catequesis diocesana.
- El presbítero Reyner Castro Flores, oriundo de la filial de Desamparaditos, y ordenado en 1996.
- El padre Geovanny Obando Arias, ordenado en 2007. Oriundo de la filial de san Juan.

En cuanto a los religiosos, se encuentra a:
- Juana de Jesús Acuña González (Sor Angelina). Fue una religiosa vecina de la filial de Piedades. Sirvió durante mucho tiempo en el hogar de ancianos de Puriscal. Falleció en el año 2006.